# Cuillère à soupe
Pour les articles homonymes, voir Cuillère.

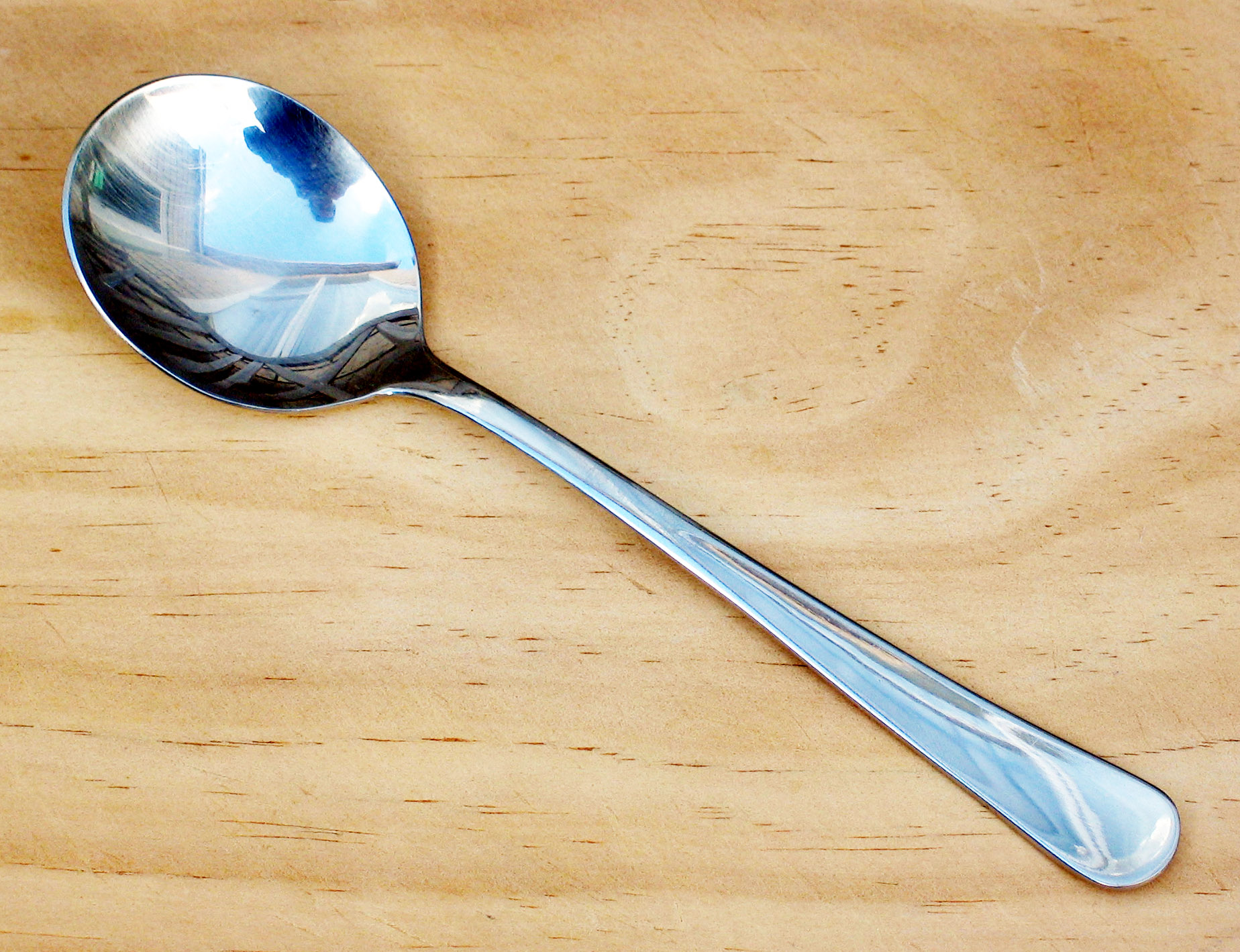

La cuillère à soupe, aussi appelée cuillère à table, ou parfois cuillère à bouche, est un couvert de table destiné à porter à la bouche des aliments liquides ou peu consistants.
Dans les recettes de cuisine, « cuillère à soupe » est très fréquemment utilisé pour désigner le « contenu » de cet ustensile, par synecdoque.

## Forme
Indépendamment des manches qui peuvent adopter des styles très variés (chantilly, vieux Paris, brasserie…), la forme de la partie portée en bouche peut varier : en France, la forme est en forme d'amande et assez creuse, alors que dans les pays anglo-saxons, la forme est quasiment ronde et plus plate.
La forme française oblige à présenter la cuillère à la bouche par le bout alors que la forme anglo-saxonne permet de l'utiliser par le côté ce qui change la position de la main par rapport à la bouche.

## Unité de mesure
Il s’agit ainsi d’une mesure habituellement utilisée en cuisine et en médecine. De nos jours, on admet généralement que la quantité d’une cuillère à soupe vaut trois cuillères à café (tandis que la cuillère romaine valait — dans le même ordre de grandeur — seulement deux de nos cuillères à café actuelles).

### Unité de volume en cuisine
Plus courante dans les recettes anglo-saxonnes, la cuillère à soupe est cependant fréquente pour des petites quantités dont l'exactitude importe peu. Il est généralement admis qu’une cuillère à soupe correspond à 15 ml et une cuillère à café 5 ml.

### Unité de volume en médecine
Les ordonnances font référence souvent à une cuillère à soupe (souvent abrégée en c. à s. ou c à s, voire CàS par manque d’espace) qui correspond à 15 ml. La cuillère à café (c. à c., c à c, CàC) correspond à 5 ml.

### Unité de volume romaine
Dans le système romain de mesure de volume de liquides, une cuillère, ligula en latin, correspondait à la quantité de 1⁄48 setier, donc à 11,3 ml environ.

### Unité de mesure anglo-saxonne
Dans les pays anglo-saxons, la mesure correspondant à la cuillère à soupe est désignée par tablespoon ou, pour cuillerée, tablespoonful :
- La tablespoon impériale ne fut jamais standardisée et peut valoir :
  - au Royaume-Uni, 5⁄8 d’once liquide impériale, soit environ 17,76 ml ;
  - au Canada, la moitié d’une once liquide impériale, soit environ 14,21 ml ;
- en Australie, elle vaut de nos jours 20 ml.
- La tablespoon US valait jadis la moitié d’une once liquide US, soit environ 14,77 ml, aujourd’hui officiellement [réf. nécessaire] 15 ml.